# Thimister-Clermont
Thimister-Clermont ist eine Gemeinde in der Provinz Lüttich in der Wallonischen Region in Belgien. Sie befindet sich etwa 20 km westlich von Aachen, hat 5587 Einwohner (Stand 1. Januar 2024) und eine Fläche von 28,55 km².
Ortsteile neben dem Hauptort Thimister sind Clermont-sur-Berwinne, Elsaute, Froidthier und La Minerie.

## Industrie
Vom Industriepark Verviers-Nord-„Les Plénesses“ mit eigener Autobahnausfahrt an der E 40 (Ausfahrt 37), liegen 120 der 175 Hektar auf dem Gebiet der Gemeinde Thimister-Clermont.
- Cidrerie Ruwet, Hersteller von Apfelmost (Cidre)
- Nomacorc SA, Hersteller von Patentkunststoffkorken für Weinflaschen

## Sehenswürdigkeiten
Kriegsmuseum „Remember Museum 39-45“ der Familie Schmetz.

## Töchter und Söhne der Stadt
- Marie-Rose Gaillard (1944–2022), Radsportlerin
- Florent Lambiet (* 1995), Tischtennisspieler

## Bilder

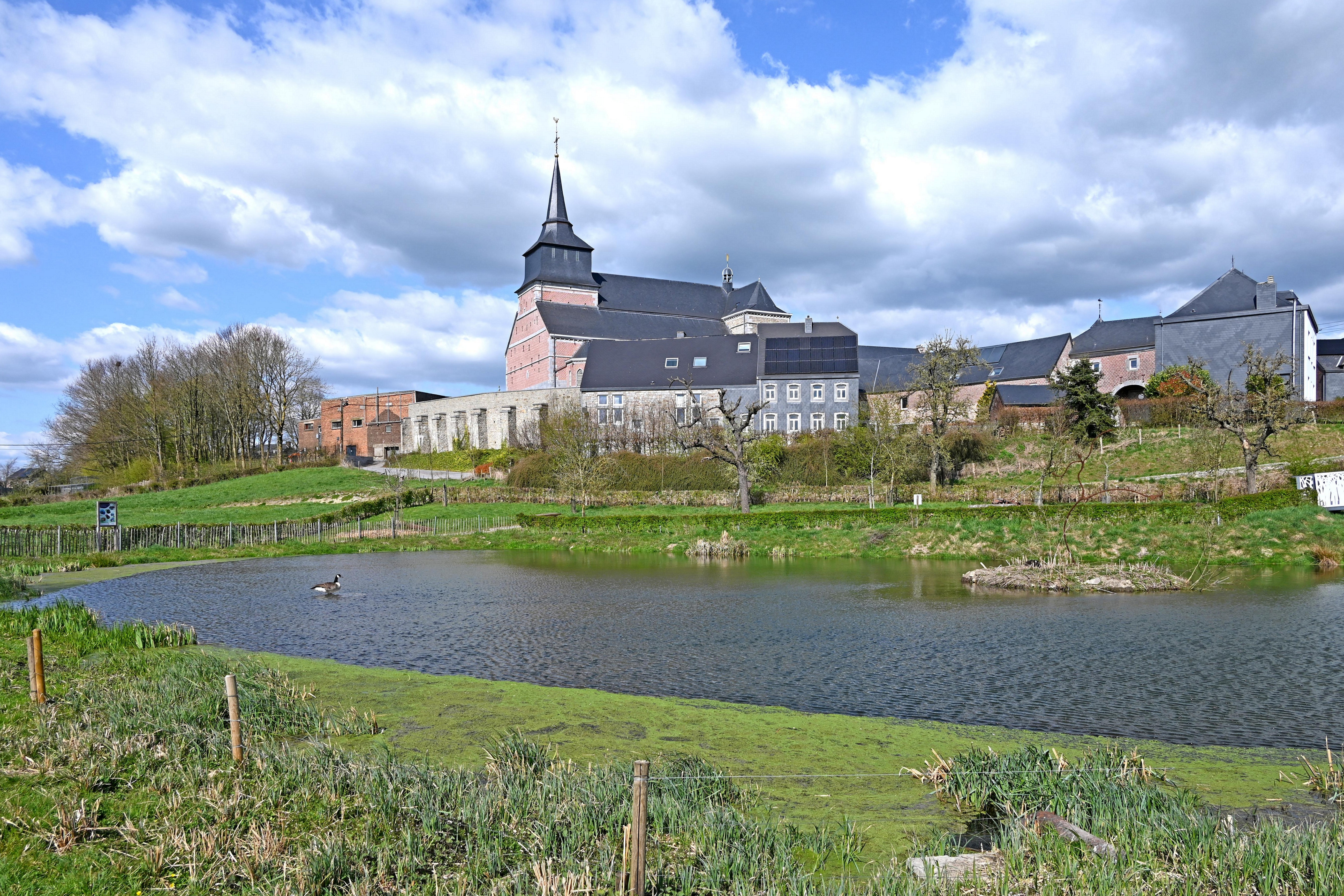
Blick auf Clermont-sur-Berwinne
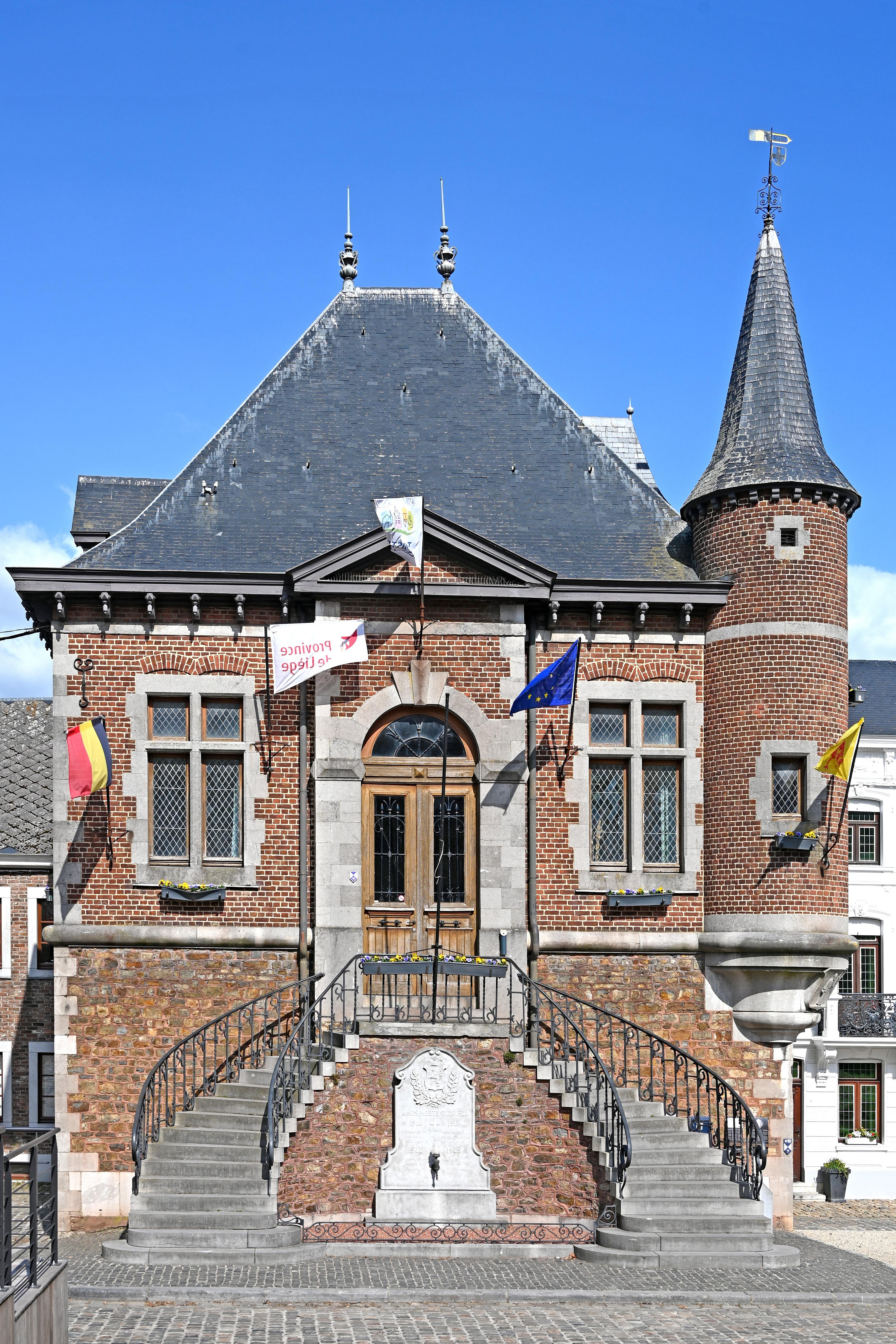
Clermont, Rathaus
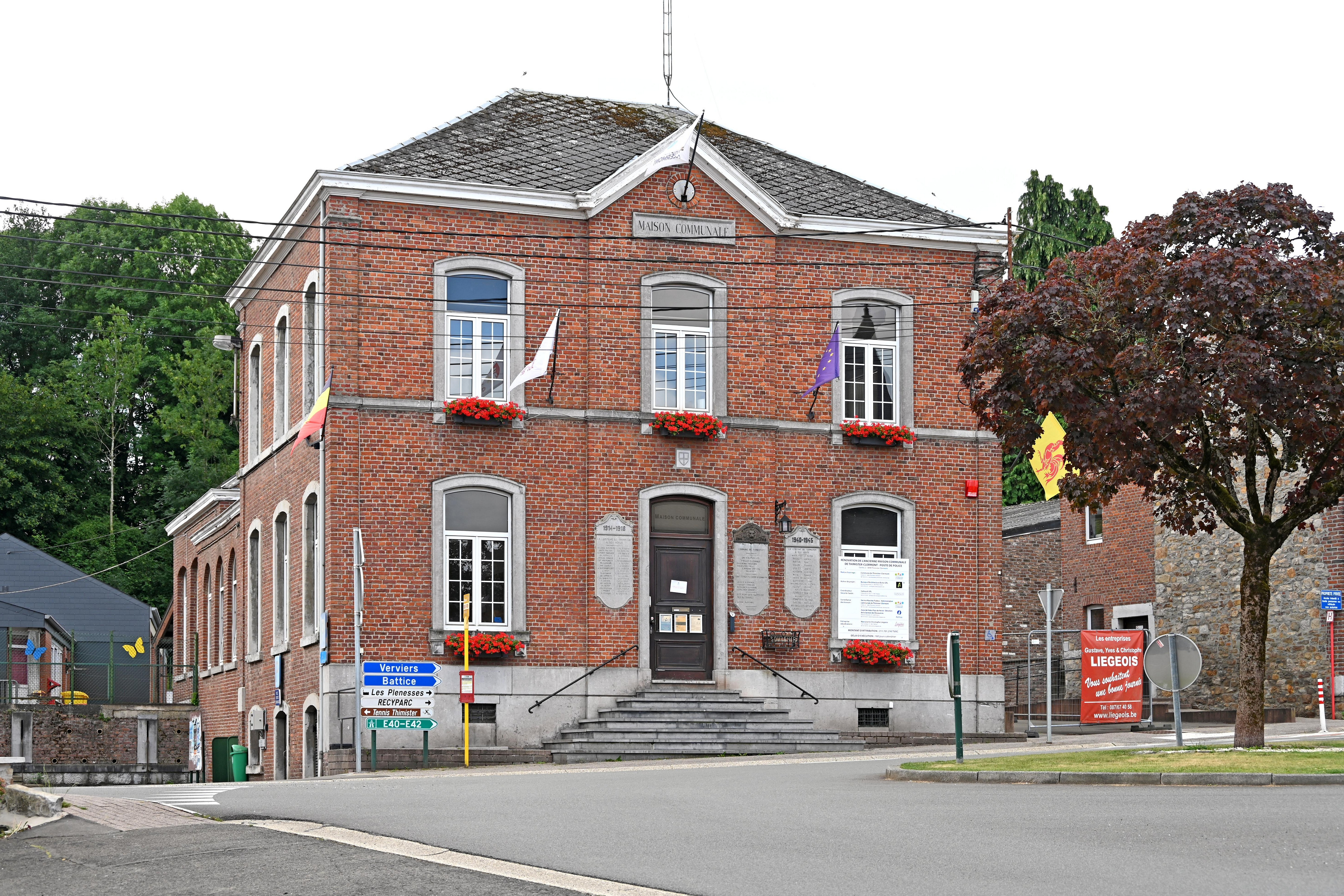
Thimister, "Maison Communale"
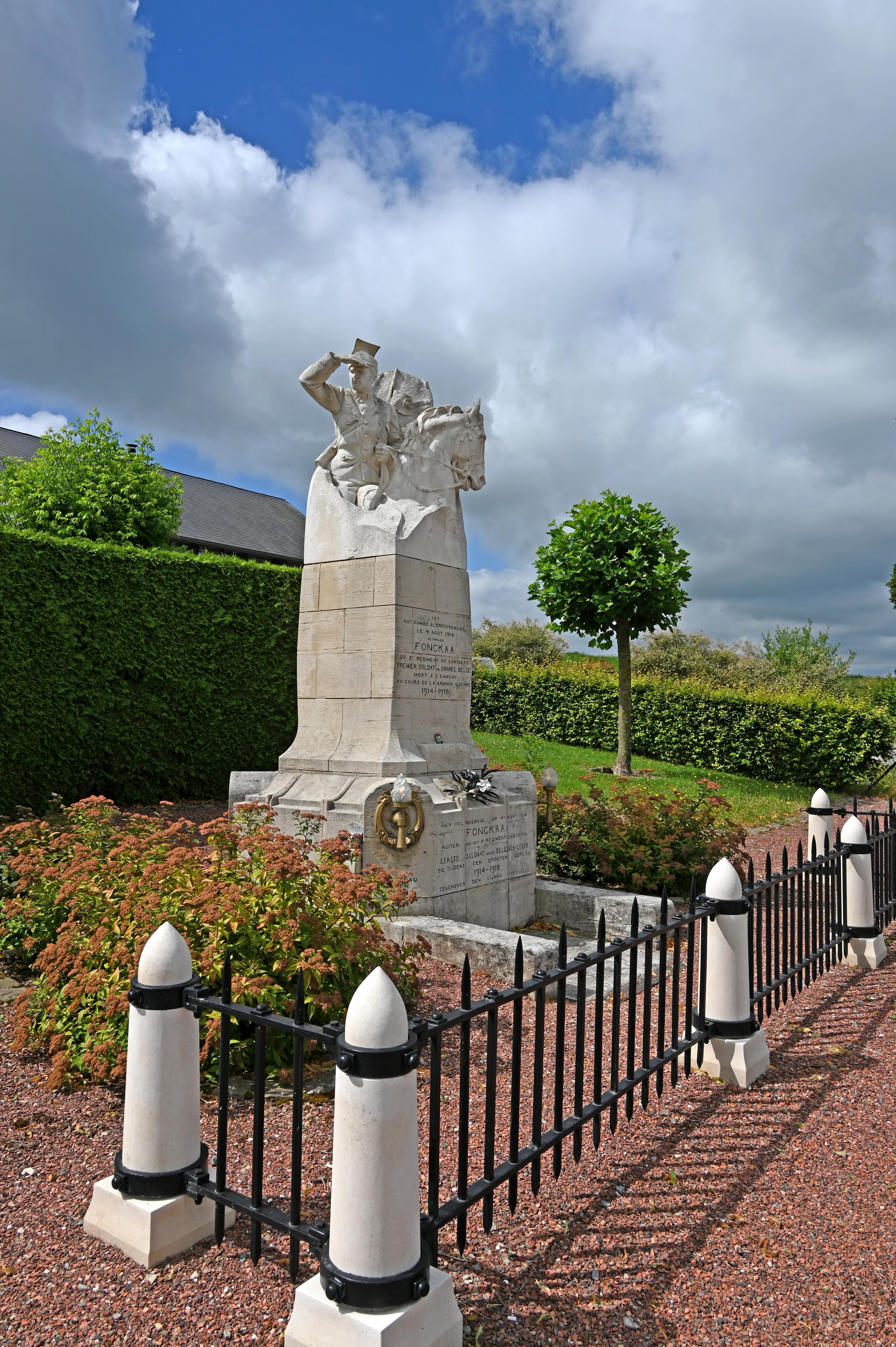
Reiterdenkmal Antoine Fonck